# 南臺科技大學華語中心
南臺科大華語中心，是南臺科大內部的華語推廣中心。成立於2005年，目的是教學南臺科大的國際學生與國際交換生的中文必修課，同時招收各界想學習華語的外籍人士。本中心原名「漢語中心」，2005年7月成立並開始接收外籍生來校進修華語課程，同年10月開辦「華語師資培訓初階班」。2006年12月6日教育部來訪視後，建議更名為「華語中心」，本中心已於12月8日校務會議通過決議，更名為「華語中心」，改為學校一級單位；並2006年12月中旬列為教育部國內26所華語中心之一，可申辦外籍人士入學許可。

## 外部連結
- 南台科大華語中心（页面存档备份，存于）